# قدر (اخترشناسی)

تصویری از منابع نور از قدر ۱ تا ۳٫۵، با ۰٫۵ افزایش

قدر یا بُرز در دانش اخترشناسی یک کمیت بدون بعد است که برای اندازه‌گیری درخشش یک جرم آسمانی در یک باند مشخص از طیف الکترومغناطیسی به‌کار می‌رود که اغلب طیف مرئی یا فروسرخ را در بر می‌گیرد.
قدر یک مقیاس لگاریتمی است و در هر گام از قدر، درخشش جرم بر پایه پنجمین ریشه عدد ۱۰۰ یا تقریباً ۲٫۵۱۲ تغییر می‌کند. برای نمونه ستاره‌ای با قدر ۱ دقیقاً ۱۰۰ برابر روشن‌تر از ستاره‌ای با قدر ۶ است. هر چقدر ستاره‌ای درخشان‌تر باشد عدد قدر آن کوچک‌تر است و قدر درخشان‌ترین اجرام آسمانی منفی است.
فروغ هر ستاره‌ای به دو دستهٔ قدر ظاهری و قدر مطلق بخش می‌گردد. خورشید دارای قدر ظاهری ۲۷− و شباهنگ که درخشان‌ترین ستاره در شب‌های تاریک است، دارای قدر ظاهری ۱٫۵− است. قدر ظاهری برای ماهواره‌های موجود در مدار زمین نیز به‌کار می‌رود، به گونه‌ای که قدر ظاهری ایستگاه فضایی بین‌المللی گاهی به ۶− نیز می‌رسد.